# Дропзона

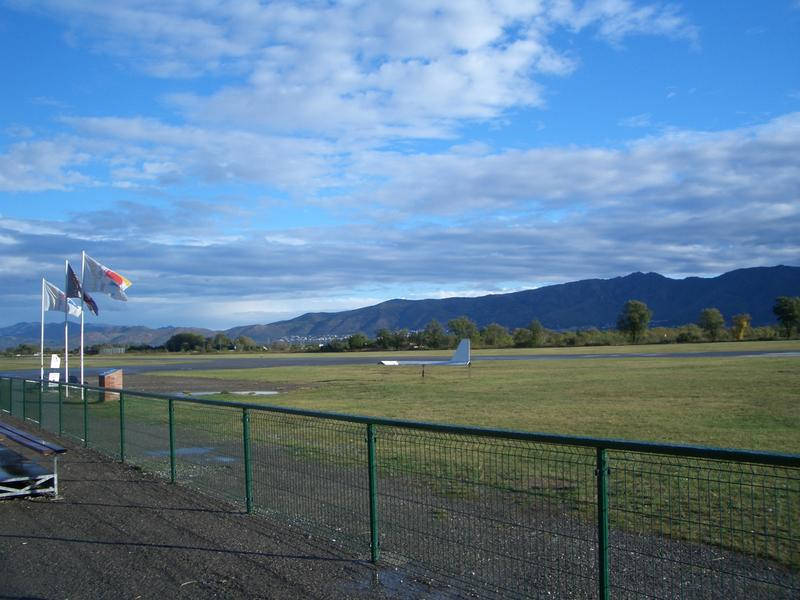
Дропзона в Empuriabrava, Каталония

Дропзона (англ. drop zone — советский термин зона выброски) — это место (аэродром или иная подходящая площадка), где выполняются прыжки с парашютом. Как правило, место проведения спортивных и развлекательных прыжков с парашютом находится в непосредственной близости от аэродрома, с которого взлетает воздушное судно с парашютистами, хотя в иностранных источниках в более общем смысле дропзоной называют и место, намеченное для высадки десанта и сброса грузов с парашютом.
Также дропзоной могут называть обычный парашютный клуб.

## Структура
Дропзона представляет собой организацию, компонентами которой являются:
1. Владелец
2. Манифест
3. Пилоты
4. Инструкторы
5. Укладчики
6. Риггеры
7. Спортивные тренеры
8. Воздушные операторы
9. Прочие

## Задачи
В задачи дропзоны входит организация различных парашютных прыжков:
1. Спортивные прыжки
2. Развлекательные самостоятельные прыжки для новичков
3. Тандем-прыжки с инструктором
4. Обучающие прыжки

## Обеспечение
Как правило, на дропзонах есть парашютная техника, предоставляемая в аренду как новичкам, так и спортсменам.
Для спортсменов обозначаются площадки приземления, как правило, обозначенные блейдами. Для спортсменов, прыгающих по дисциплине «точность приземления», имеется специальный мат с блином посередине. На профессиональных соревнованиях по точности приземления касание цели регистрируется электронным датчиком. Для спортсменов, прыгающих по дисциплине «свуп», часто создаётся специальный пруд. Также площадки приземления делятся по скоростным характеристикам куполов: низкоскоростные приземляются отдельно от высокоскоростных.
Учитывая то, что травмы в этом виде спорта и развлечений могут быть весьма серьёзными, на дропзоне присутствует медицинская служба.
Часто дропзона комбинируется с планерными или иными авиаклубами с одной взлётно-посадочной полосой на всех.